# Nova Iriansyah
Nova Iriansyah, né le 22 novembre 1963 à Banda Aceh (Indonésie), est un architecte et homme politique indonésien, gouverneur de la province d'Aceh de 2018 à 2022.

## Situation personnelle

### Origines
Nova Iriansyah est né le 22 novembre 1963 à Banda Aceh. Il est le fils de Fathma A.R., originaire de Maninjau (id) dans la province de Sumatra occidental, et de Nurdin Sufi, originaire de Linung Bulen I (id) dans la province d'Aceh. Homme politique, son père officie notamment comme préfet (bupati) du kabupaten d'Aceh central de 1970 à 1974.

### Formation
Nova Iriansyah effectue ses études secondaires à Banda Aceh. 
Il est titulaire d'une licence et d'un master en génie architectural, respectivement obtenus à l'Institut technologique de Surabaya (en) en 1988 et à l'Institut technologique de Bandung en 1998.

## Carrière

### Carrière professionnelle
Après l'obtention de sa licence, Nova Iriansyah commence à enseigner l'ingénierie architecturale à l'université Syiah Kuala (en). En parallèle de ses activités d'enseignant, il ouvre un cabinet de conseil en architecture pour compléter son maigre salaire de 45 000 roupies. 
En 2004, il est nommé à la tête du département de génie architectural de l'université Syiah Kuala. Il finit cependant par le quitter en 2006 pour se concentrer sur ses activités politiques,. 
De 2004 à 2008, il préside la branche provinciale de l'Institut du développement des services de construction qui chapeaute les entreprises du BTP et leurs sous-traitants dans leurs efforts de reconstruction de la province d'Aceh, en partie dévastée par le tsunami du 26 décembre 2004.  

### Carrière politique
Le 17 juin 2006, Nova Iriansyah est élu président de la branche provinciale du Parti démocrate en Aceh.  
Il est élu député dans la première circonscription d'Aceh (regroupant le nord et l'ouest de la province) à l'occasion des législatives indonésiennes de 2009. Il siège au Conseil représentatif de 2009 à 2014 et est membre de la cinquième commission (id), en charge des sujets liés aux infrastructures et aux transports.  
Il se présente à l'élection gouvernorale de 2012 en Aceh (en) comme colistier de Muhammad Nazar (en) mais le tandem, ne recueillant que 7,6 % des suffrages exprimés, échoue à être élu.
Nova Iriansyah se représente à l'élection gouvernorale de 2017 en Aceh (id), cette fois-ci comme colistier d'Irwandi Yusuf (en), l'un de ses adversaires lors du scrutin précédent. Le binôme est élu avec 37,2 % des suffrages exprimés et Nova Iransyah devient vice-gouverneur de la province (en). Après l'arrestation d'Irwandi Yusuf par la Commission d'éradication de la corruption, Nova Iriansyah lui succède en tant que gouverneur de la province le 5 juillet 2018. Il assure l'intérim jusqu'au 5 novembre 2020, date à laquelle il est formellement investi dans ses nouvelles fonctions par le ministre de l'Intérieur Tito Karnavian,. 